# Abradinou
Abradinou este o comună din regiunea Moyen-Comoé, Coasta de Fildeș.